# 安源小子
《安源小子》是一部由南昌大学科学技术学院和上海炫动传播股份有限公司共同投资、联合出品的动画片。由范增明、黄小捷、涂秋三位导演合作完成。2011年7月9日在上海炫动卡通频道开播，播出第一季，共计26集。

## 内容简介
动画片借用日式卡通的绘画风格、结合中国人物形象、服饰色彩，以复杂的镜头运用、紧凑的故事结构讲述了少先队“红领巾”的起源。故事内容尽管是虚构的，但历史上也真有其事。该片以江西籍开国少将王耀南将军为原型，塑造了少年王耀南——南伢子，讲述他成长为“安源红巾团”（少先队的前身，以红领巾为标志，有史料记载王耀南将军12岁时加入了中国第一个儿童团）团长的经历。